# Palácio Marcos Konder
O Palácio Marcos Konder é uma construção fundada no século XX e tombada pela FCC (Fundação Catarinense de Cultura), localizada na cidade de Itajaí, no estado de Santa Catarina.

## Histórico
O imóvel foi construído entre 1921 e 1925 pelo prefeito Marcos Konder com a finalidade de abrigar a Superinthendência de Itajhay, que durou até o ano de 1953. Posteriormente, abrigou a prefeitura até 1973, e a Câmara de Vereadores até 1999. Também ficaram instalados no local o Arquivo Histórico e a Biblioteca até 1998.

### Museu Histórico de Itajaí
Oficialmente, o Museu Histórico de Itajaí foi inaugurado em 5 de janeiro de 1982 e é a única instalação que permanece no palácio até a atualidade. O museu chegou a receber cerca de 25 mil visitantes por ano, possuindo um acervo de 12 mil peças, divididas em seis coleções: Prefeitura de Itajaí, Poeta, Arte, Numismática e Medalhista, Cidade de Itajaí e Educativa.Em dezembro de 2016, o museu teve sua expografia disponibilizada à comunidade. Em abril de 2017, o prédio anexo foi ocupado alocadondo os setores de Direção, Educativo, Reserva Técnica e Museologia e Conservação e Restauro da entidade.

## Arquitetura
Seu estilo arquitetônico é eclético e possui algumas decorações neoclássicas. Apresenta três torres idealizadas pelo prefeito Marcos Konder para representar os poderes Judiciário, Executivo e Legislativo.No piso interior, ainda contém simbolos republicanos como a estrela da República, além de possuir alguns móveis de época.

### Restauração
De 1976 a 1982 o palácio passou por uma restauração feita pela Fundação Genésio Miranda Lins e por João Amaral Pereira para abrigar o Museu Histórico de Itajaí. A construção também passou por uma reforma no telhado durante a década de 90.
No ano de 2014, o museu foi fechado para a reorganização de sua expografia e ampliação dos setores administrativos e técnicos em prédio anexo. O museu também criou uma política aquisição e descarte de acervos, que resultou na divisão de seis coleções, totalizando mais 16.000 objetos requalificados na sua proposta patrimonial.